# Matt Helders
Matt Helders (* 7. května 1986 Sheffield) je anglický bubeník a hlavní back vokalista v britské kapele Arctic Monkeys. Během studií se věnoval rapu. Jeho profesi ovlivnila kapela Queens Of The Stone Age, kterou poslouchal.